# 瑪格麗特·弗洛伊·瓦什本
瑪格麗特·弗洛伊·瓦什本（英語：Margaret Floy Washburn，1871年7月25日—1939年10月29日），是20世紀初美國心理學家，曾被評選為20世紀最偉大的一百名心理學家之一，她以研究動物行為，動物心理學，比較心理學和動機理論等方面而聞名。瓦什本是第一位獲得心理學博士學位的女性（1894年獲得博士學位），也是美國心理學會第二位女性主席（1921年）。

## 早年生活與求學階段
瑪格麗特·弗洛伊·瓦什1871年7月25日出生於紐約市哈林區，她的父親弗朗西斯（Francis）是一位主教牧師，母親是伊麗莎白·法洛（Elizabeth Floy），瓦什本是家中的獨生女。她的祖先是荷蘭人和英國人後裔，在1720年之前就已經移民到美國。她在紐約奧羅拉的瓦薩學院求學期間，首次接觸到心理學。1891年從瓦薩學院畢業後，她到哥倫比亞大學攻讀碩士學位，在教授詹姆斯·麥基恩·卡特爾門下學習。並在卡特爾教授鼓勵下，她申請康乃爾大學継續攻讀博士學位，並於同年被錄取。在康乃爾大學，她在教授愛德華·鐵欽納的指導下學習心理學。在1894年6月，她成為第一位獲得心理學博士學位的女性。

## 學術生涯
獲得心理學博士學位後，瓦什本在紐約奧羅拉的威爾斯學院擔任教授，之後她也曾分別授課於康乃爾大學和辛辛納提大學。1903年春天，瓦什本回到瓦薩學院擔任教授。除了在大學擔任教授之外，她也擔任美國心理學雜誌，心理學通報，動物行為學雜誌，心理學評論和比較心理學雜誌的雜誌編輯。在1921年，瓦什本成為美國心理學會的第30任主席，在1925年至1928年期間，她擔任心理學和國家研究人類學部門的主席。1929年，她成為國際心理學委員會成員之一。1931年，瓦什本當選美國國家科學院院士，她是獲得此榮譽的第一位女性心理學家及第二位女科學家，同年，她更代表美國參加位於哥本哈根的國際心理學大會。1937年，瓦什本因為中風被迫退休，成為瓦薩學院的心理學名譽教授。退休之後的瓦什本的病情並未好轉，1939年10月29日，她在紐約家中逝世。

## 學術著作及研究報告
瓦什本根據她在動物行為和認知方面的實驗研究結果，在1908年出版了《動物的思想》（The Animal Mind，1908）一書， 此著作成為比較心理學的標準教科書近25年。在1916年，她出版了《律動和心理意象》（Movement and Mental Imagery，1916)  一書，並在其中提出了動機理論。在1905年至1938年間，她從瓦薩爾本科實驗室的研究中發表了共68篇的學術研究報告。瓦什本是美國心理學界非常重要的人物之一，她在超過三十五年的學術生涯中出版了二本書籍，並且發表了超過200篇的學術論文，報告等。

## 外部連結
- APA: Biography of Margaret Washburn （页面存档备份，存于）
- Autobiography of Margaret Floy Washburn （页面存档备份，存于）
- W. B. Pillsbury: Margaret Floy Washburn (1871–1939)
- Psyography: Biographies on Psychologists （页面存档备份，存于）
- Understanding the Animal Mind （页面存档备份，存于）
- Emotion and Thought: A Motor Theory of Their Relations
- Mental Imagery-Theories and Experiments
- Introspection As a Method of Psychology （页面存档备份，存于）